# Cidariophanes projectata
Cidariophanes projectata är en fjärilsart som beskrevs av W. Warren 1905. Cidariophanes projectata ingår i släktet Cidariophanes och familjen mätare. Inga underarter finns listade i Catalogue of Life.